# Натадзе Григорій Ясонович
Григорій Ясонович Натадзе (груз. გრიგოლ იასონის ძე ნათაძე, (16 січня 1878 , Каспі, Горійський повітd, Тифліська губернія, Російська імперія  — 24 травня 1951 , Тбілісі )) — грузинський радянський учений-історик, публіцист, громадський діяч, професор Тбіліського університету.

## Біографія

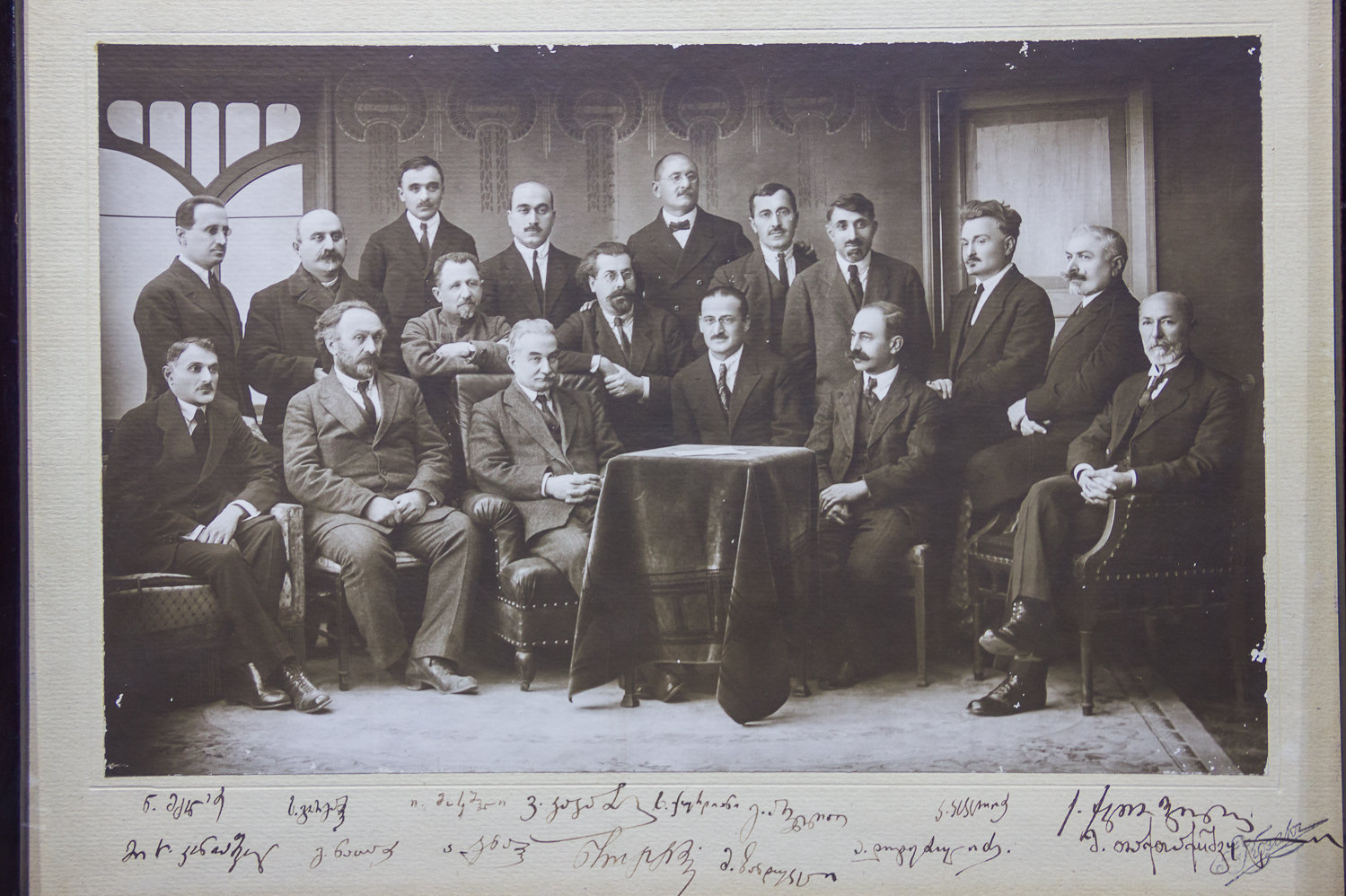
Група професорів — фундаторів Тбіліського університету. Натадзе — у першому ряду другий зліва. Третій зліва у першому ряду — Іване Джавахішвілі

Президія Установчих зборів Грузії: Костянтин Джапарідзе, Григол Натадзе, Еквтиме Такаїшвілі, Олександр. Ломтатідзе, Симон Мдівані та Христина Шарашидзе. Тифліс, 1918

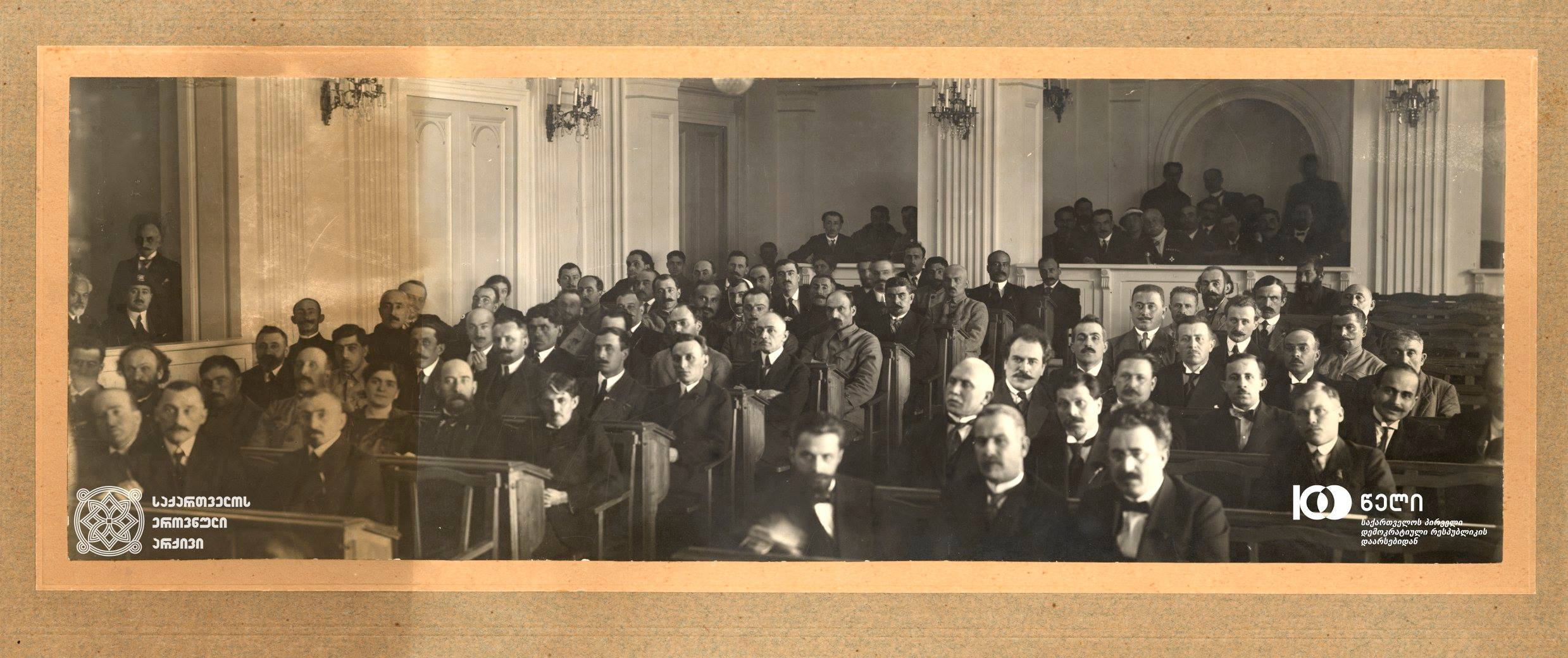
Установчі збори Грузії. Натадзе другий зліва у другому ряду, ліва сторона

Навчався у Тифліській дворянській гімназії, в 1892 році перейшов до другої гімназії.
У 1898 році вступив на історико-філологічний факультет Київського університету. Через участь у студентських демонстраціях був двічі виключений з університету (1901 та 1902 роках).
У 1902 році продовжив навчання в Женевському університеті, але після року навчання залишив університет через брак грошей і повернувся на батьківщину.
Підробляв приватними уроками, друкувався під псевдонімом «Гана Барідзе».
Був членом есерівської партії.
Брав активну участь у революційному русі з 1905 року, піддавався арешту. Вийшов з в'язниці за амністією після Маніфесту 17 жовтня 1905 року.
В 1907 році закінчив історико-філологічний факультет Московського університету.
З того ж року працював учителем в грузинській Благородної гімназії в Тифлісі; однак незабаром, як «політично ненадійний» був змушений перейти на роботу в Кутаїську грузинську дворянську гімназію. Викладав також в «Громадському університеті», був членом кутаїського драматичного гуртка.
У 1912 році повернувся в Тифліс, де продовжив читати лекції в «Народному університеті» і співпрацював у Товаристві поширення грамотності серед грузинів.
У листопаді 1917 року був обраний членом Національної ради Грузії. 26 травня 1918 року брав участь у підписанні Декларації про незалежність Грузії. Обіймав низку посад в уряді Демократичної республіки Грузія.
У 1921 році, після радянізації Грузії залишився в країні і відійшов від політичної діяльності.
8 червня 1924 року захистив докторську дисертацію в Тбіліському державному університеті; 15 грудня 1926 року був обраний професором університету, працював на історичному і педагогічному факультетах. Співпрацював у Закавказькому та Грузинському комуністичних університетах, Інституті марксизму-ленінізму, в Центральному архіві Інституті марксизму-ленінізму при Комуністичному Закавказькому університеті. Був обраний членом Академії наук Грузинської РСР.
В 1941 році йому було присвоєно звання заслуженого діяча науки.
Після довгої хвороби помер у Тбілісі 24 травня 1951 року. Похований на кладовищі Ваке.